# Laetitia Brogniez
Laetitia Brogniez (Lobbes, 23 december 1980) is een Belgisch politica voor de liberale MR.

## Levensloop
Brogniez behaalde het diploma in de economie aan de Provinciale School voor Landbouwkunde en Wetenschappen in Ciney en vestigde zich als landbouwster in Sautour. In 2008-2009 was ze een van de initiatiefnemers achter verschillende betogingen van landbouwers tegen de lage melkprijzen.
Ze behoorde tot een familie die traditioneel voor de christendemocratische PSC militeerde, maar zijzelf werd politiek actief voor de liberalen. In oktober 2006 werd ze voor de MR verkozen tot gemeenteraadslid van Philippeville en van december 2012 tot juni 2014 was ze er schepen van Begroting, Financiën, Cultuur en Patrimonium. Vervolgens was Brogniez tot eind 2018 titelvoerend schepen.
Bij de Waalse verkiezingen van mei 2014 stond Brogniez op de tweede plaats van de MR-lijst in de kieskring Dinant-Philippeville. Ze werd verkozen en nam vervolgens zitting in het Waals Parlement en het Parlement van de Franse Gemeenschap. In de eerste assemblee werd ze lid van de commissie Landbouw en Toerisme. Brogniez kwam veelvuldig tussenbeide over de herwaardering van Waalse landbouwproducten en de aantrekkelijkheid van het Waalse platteland voor burgers en bedrijven. Ook redigeerde ze een rapport over pachtovereenkomsten in de landbouw en ijverde ze voor een grootschalige hervorming van de pachtwetgeving naar Frans voorbeeld, die aan het einde van de legislatuur in 2019 werd verwezenlijkt. Daarnaast was ze in het Waals Parlement van 2014 tot 2017 voorzitter van het adviescomité voor gelijke kansen tussen mannen en vrouwen en zetelde ze in het adviescomité belast met Europese aangelegenheden. In het Parlement van de Franse Gemeenschap was Brogniez van 2014 tot 2019 lid van de commissie Onderwijs voor Sociale Promotie, Jeugd, Vrouwenrechten en Gelijke Kansen en van 2017 tot 2019 lid van de commissie Cultuur en Kinderen, alsook van 2014 tot 2019 vicevoorzitter van het adviescomité voor gelijke kansen tussen mannen en vrouwen.
In mei 2019 ambieerde Brogniez geen nieuw mandaat als parlementslid meer en werd ze tweede opvolger in Dinant-Philippeville. Ze legde zich uitsluitend toe op de lokale politiek en is sinds juni 2019 opnieuw schepen van Philippeville, bevoegd voor Openbare Werken en Landbouw. Ook werd ze voorzitter van de lokale commissie voor plattelandsontwikkeling.